# 武石敬治

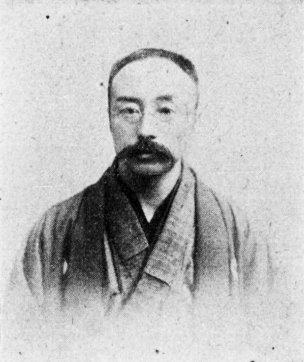
武石敬治

武石 敬治（たけいし けいじ、安政5年6月13日（1858年7月23日） - 明治37年（1904年）10月13日）は、衆議院議員（自由党→立憲革新党→進歩党→憲政党→立憲政友会）。

## 経歴
出羽国雄勝郡山田村（現在の秋田県湯沢市）出身。里正を務め、1881年（明治14年）には秋田改進党を結成し、自由民権運動を推進した。1883年（明治16年）に秋田県会議員に当選。後に副議長に就任した。1889年（明治22年）に大同団結運動がおきると、たびたび東京・大阪を往来して実現に尽力した。
1890年（明治23年）、第1回衆議院議員総選挙に出馬し、当選。合計当選回数は7回を数えた。